# Castello di Lecce
Das Castello di Lecce ist eine Küstenfestung in der Provinzstadt Lecce in der italienischen Region Apulien. Sie liegt in der Nähe des Stadtzentrums, genauer etwas östlich davon in der Nähe der Piazza Sant’Oronzo.

## Geschichte

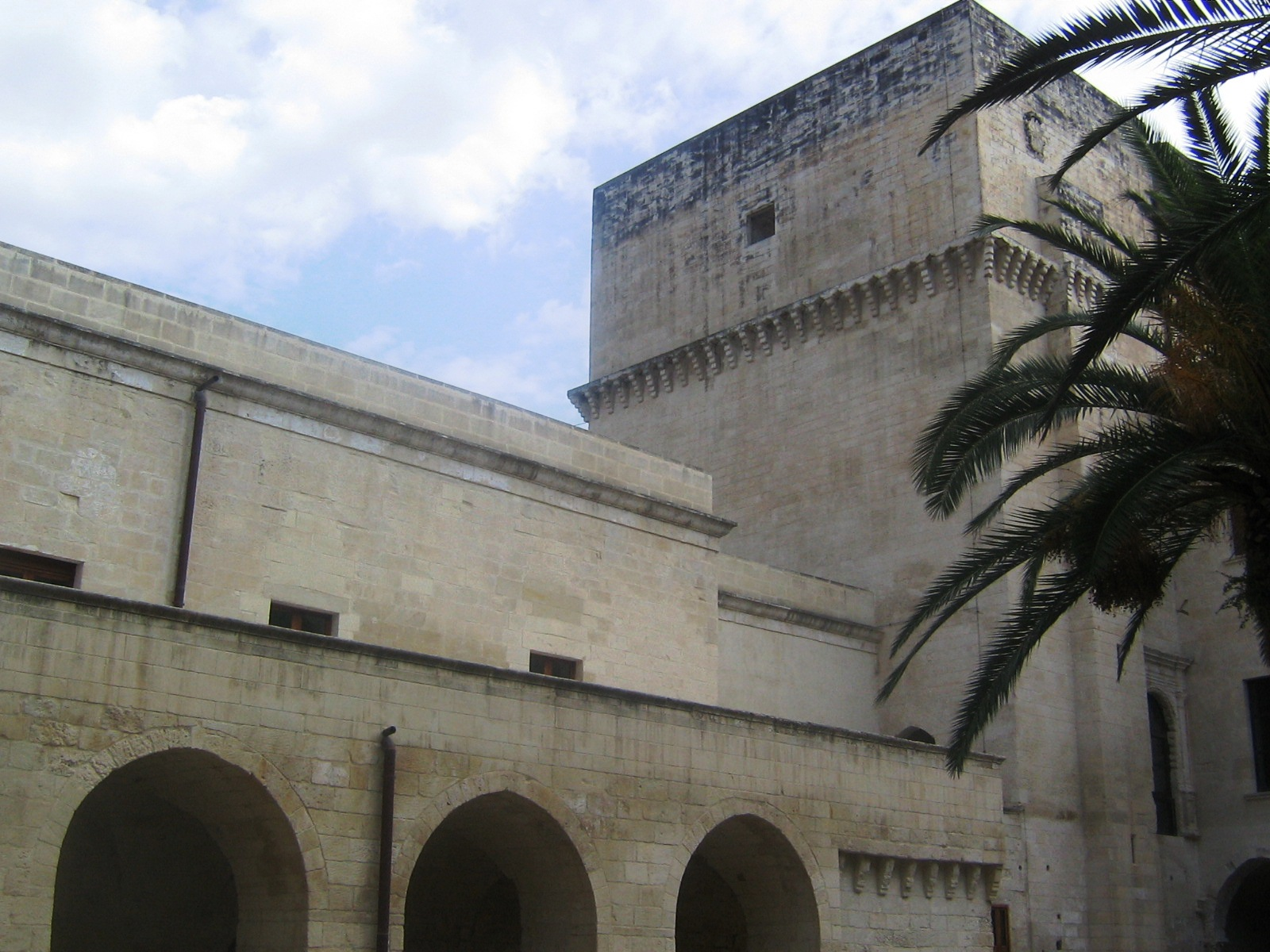
Turm aus der Zeit des Hauses Anjou

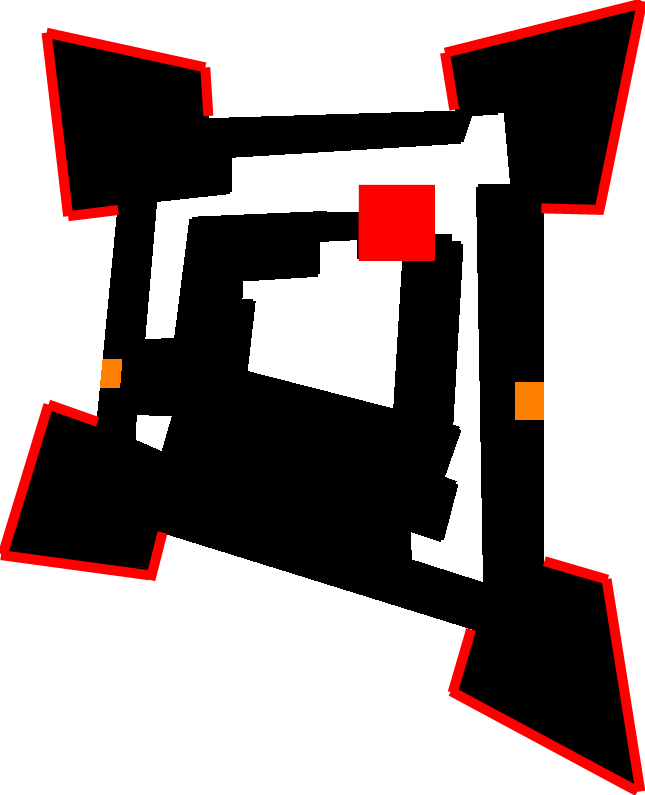
Grundriss

Der Kaiser Karl V. erließ 1539 den Befehl, das alte Hauptbollwerk aus dem Mittelalter zu zerstören und eine neue, moderne Festung mit den Techniken der Militärarchitektur zu erbauen. Die Planungs- und Bauarbeiten wurden an Gian Giacomo dell’Acaja, den Generalingenieur des Königreichs Neapel vergeben. Der äußerste Teil der Festung wurde zwischen 1539 und 1549 realisiert.
1872 wurde der Graben, der sie umgab, verfüllt und die Zugbrücken an den beiden Eingängen abgebaut: An der „Porta Reale“, der einzigen, die heute den Zugang vermittelt, und der „Porta Falsa“ oder „Porta di Soccorso“ auf der Rückseite, der der entwickeltere und besser befestigte ist, um den gefährlichen Angriffen zu widerstehen, die von der nahen Küste der Adria aus vorgetragen wurden.
Es scheint, dass mindestens drei Eingangstore zur Festung dokumentiert sind:
1. Die „Prima Porta“ oder „Primus Introitus“ (Reg. 1463), die sich zur Piazza Libertini hin öffnet, vermutlich die „Porta Regale“, die in den Jahren 1544/1545 erwähnt wurde.
2. Die „Porta Ferrata“ oder die Tür „versus civitatem“ (1463), die sich zur Stadt hin öffnet.
3. Die sogenannte „Porta Falsa“ (1463), vermutlich neben dem Torre Magistra

Um an der imposanten Festungsmole Platz zu schaffen, wurde das Cölestinerkloser mit der Heiligkreuzkirche als Anhang abgerissen und in der Folge in der Via Umberto I wiederaufgebaut und der elegante Palast, von dem noch einige Spuren blieben, in den zentralen Baukörper integriert: Der Bergfried im Nordosten, der Turm links im Innenhof und der „Torre Mozza“ im Südwesten.
Die Festung sollte nicht nur Verteidigungsfunktion haben; z. B. wurde im 18. Jahrhundert einer der Säle als Theater genutzt.
Von 1870 bis 1979 war die Festung Kaserne und Militärbezirk. Am 30. April 1983 übergab die Militärverwaltung die Festung an die Stadt Lecce, die sie heute als Sitz des Assessorato alla Cultura (dt.: Kulturreferat) und Zentrum für kulturelle Veranstaltungen nutzt. Das erste Obergeschoss der Festung im Nordwest- und Südostteil dient zur Abhaltung von Veranstaltungen, zur Unterstützung von Kulturinitiativen und Realisierung von Ausstellungen.
Jüngste archäologische Untersuchungen, die von der Università del Salento durchgeführt wurden, haben den ältesten Kern (zumindest bis heute) der Festung ans Licht gebracht, der aus dem 13. und von Anfang des 14. Jahrhunderts, also aus staufischer und angoinischer Zeit, stammt. Dieser Zeit zuzuordnen ist der hohe und hoch aufragende Turm mit quadratischem Grundriss, der sich in der Mitte der Festung aus dem 16. Jahrhundert befindet und aus dem sich die gesamte Festungsanlage, wie sie uns heute erscheint, entwickelte. Im Laufe des 16. Jahrhunderts wurde die Festung, wie es häufig im Salent geschah, grundlegend umgebaut und, was wir heute sehen, entstand weitgehend in dieser Zeit. Wir wissen, dass dort verschiedene Persönlichkeiten gearbeitet haben, die mit der Militärarchitektur besonders verbunden waren, z. B. Gian Giacomo dell’Acaya (was man aber nicht mit Sicherheit weiß).

## Beschreibung
Das Verteidigungsbauwerk hat einen rechteckigen Grundriss mit Bastionen an allen vier Ecken. Von West nach Ost sind dies im Uhrzeigersinn: Santa Croce, San Martino, San Giacomo und Santa Trinità. Die Form folgt der für Festungen mit Eckbollwerken typischen. An der Festung von Lecce wurden Bollwerke eines Sternforts angebaut, die mit Kurtinen, geraden Mauern zwischen den Bastionen, geschlossen sind. Dieses besondere Konzept der Militärarchitektur wurde besonders auf der Westseite angewandt, die zum Stadtzentrum hin zeigt. Die Festung liegt seit römischer Zeit und auch im Mittelalter an einer Hauptverkehrsstraße, durch die sie mit dem Hafen San Cataldo, dem Hafen von Lecce, verbunden ist. Das einzige Tor, durch das man von der Stadt aus in die Festung gelangt, ist die „Porta Reale“, das gut durch die Bastionen San Martino und Santa Croce geschützt ist. Ein weiteres Tor findet sich an der gegenüberliegenden Seite. Über beiden Toren der Festung sind Wappen des Hauses Habsburg angebracht. Das Gebäude war vollständig von einem Graben umgeben, der heute mit Gebäuden aus späterer Zeit, vorwiegend aus dem 19. Jahrhundert, überbaut ist. Eine Legende erzählt, dass die Orsini del Balzos im Laufe des 14. Jahrhunderts im Graben einen weißen Bären gehalten hätten, sozusagen als Statussymbol und, um mögliche Angreifer zu entmutigen. Am Tor auf der Ostseite dagegen sieht man heute noch die Zeichen, wo die Zugbrücke befestigt gewesen sein muss, mit der beide Tore ausgestattet waren. Die Festung war gut mit Kanonen auf mehreren Ebenen bestückt. Noch heute sieht man da und dort die Stellen, an denen die Kanonen befestigt waren.